# Eu Raul Seixas
Eu Raul Seixas é o segundo álbum ao vivo do cantor e compositor brasileiro Raul Seixas, gravado em 1982 na cidade de Santos, São Paulo, durante apresentação do cantor no Festival de Música na Praia do Gonzaga e lançado postumamente, em 1991, pela gravadora Philips Records.

## Faixas
1. "Rock do Diabo" (Raul Seixas, Paulo Coelho)
2. "Aluga-se" (Seixas, Cláudio Roberto)
3. "Como Vovó já Dizia" (Seixas, Coelho)
4. "Abre-te Sésamo" (Seixas, Cláudio Roberto)
5. "O Trem das 7" (Seixas)
6. "Metamorfose Ambulante" (Seixas)
7. "Maluco Beleza" (Seixas, Roberto)
8. "As Aventuras de Raul Seixas na Cidade de Thor" (Seixas)
9. "Prelúdio" (Seixas)
10. "Al Capone" (Seixas, Coelho)
11. "Sociedade Alternativa" (Seixas, Coelho)